# Mick Hucknall
Michael James Hucknall (Mánchester, Inglaterra, 8 de junio de 1960) es el vocalista y principal miembro, a la vez compositor de la banda Simply Red.
Mick Hucknall cantó en una banda punk  llamada the Frantic Elevators, quienes sacaron cuatro sencillos, todos  fracasaron en las listas. 
Se separaron  en 1982 y Hucknall formó un grupo más exitoso, Simply Red, en 1984. Su primer sencillo, una versión  de la canción de the Valentine Brothers' "Money's Too Tight (to Mention)", fue  número 13  en 1985. Sin embargo, los siguientes tres sencillos de la banda, los cuales incluyeron  una grabación  de "Holding Back the Years" (sencillo original de the Frantic Elevators), no lograron entrar al top 40 y parecía que Simply Red no podrían  alcanzar un gran  impacto . 
No obstante, en 1986 se relanzó "Holding Back the Years", que tuvo una gran radiodifusión  y alcanzó  la  posición número 2 en las listas del  Reino Unido (y encabezó  la lista en Estados Unidos). Esta canción, y muchos  otros sencillos exitosos, consolidaron a  Simply Red como banda de soul blanco, pero no fue hasta 1995 que lograron su primer número uno en el Reino Unido, "Fairground".

## Biografía
Hucknall nació en Denton, Gran Mánchester, como hijo único. Su madre lo abandonó cuando tenía tres años; este evento lo motivó a escribir la canción "Holding Back the Years". Fue criado por su padre, Reg, un barbero de Stockport. Estudió en Audenshaw School.

## Discografía

### Álbumes

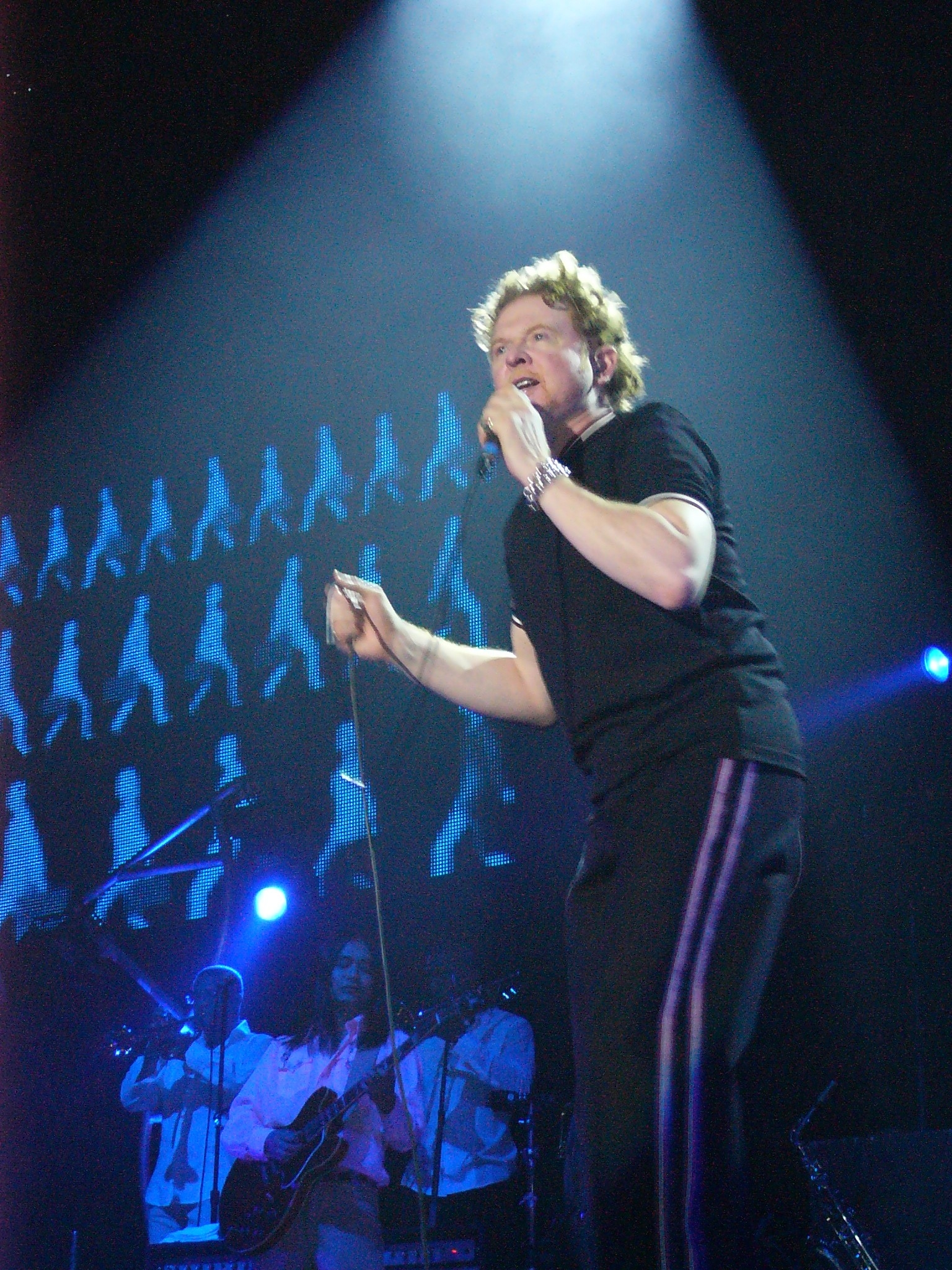
Mick Hucknall en un concierto

| Año  | Álbum                                 | Posiciones en los Charts | Posiciones en los Charts | Posiciones en los Charts | Posiciones en los Charts | Posiciones en los Charts | Posiciones en los Charts |
| Año  | Álbum                                 | UK                       | AUT                      | GER                      | IT                       | NL                       | SWI                      |
| ---- | ------------------------------------- | ------------------------ | ------------------------ | ------------------------ | ------------------------ | ------------------------ | ------------------------ |
| 2008 | Tribute to Bobby - 19 de mayo de 2008 | 18                       | 39                       | 37                       | 25                       | 23                       | 29                       |
| 2012 | American Soul - 29 de octubre de 2012 |                          |                          |                          |                          |                          |                          |

### Singles
| Año  | Sencillo              | Álbum            |
| ---- | --------------------- | ---------------- |
| 2008 | "Poverty"             | Tribute to Bobby |
| 2008 | "Farther Up the Road" | Tribute to Bobby |